# Данъчно право
Данъчното право е система от правни норми, установяващи вида и размера на данъците като част от фиска, реда на тяхното събиране, а също така и другите обществени отношения, свързани с възникването, изменението и прекратяването на фискалните задължения за плащане на данъци.
Концептуално под данъчно право се разбира и:
- правния отрасъл на обективното право регламениращ данъчната система;
- научната дисциплина „данъчно право“ и
- и съответстващата ѝ учебна университетска дисциплина.

Данъчното право следва да се разграничава от бюджетното право и фискалното право с митническото, които уреждат други обществени отношения по и във връзка с фиска. В България материалното данъчно право е уредено в законите за различните видове данъци, а процесуалното – в Данъчно-осигурително процесуалния кодекс.